# Nova Creu Alta
Nova Creu Alta is een stadion in de Catalaanse stad Sabadell. Het is de thuishaven van de voetbalclub CE Sabadell en werd op 20 augustus 1967 geopend. 
Gedurende de Olympische Zomerspelen van 1992 werden er in dit stadion zes voetbalwedstrijden gespeeld.

## Olympische Zomerspelen 1992
- EGY -  QAT 0 - 1
- COL -  QAT 1 - 1
- COL -  EGY 3 - 4
- SWE -  MAR 4 - 0
- GHA -  AUS 3 - 1
- MEX -  GHA 1 - 1